# Lê Thị Thái Tần
Lê Thị Thái Tần, (tên tiếng Anh là Tan Le, sinh năm 1977) là một doanh nhân ngành viễn thông người Úc gốc Việt, đồng sáng lập công ty Emotiv. Năm 1998, cô được trao danh hiệu Người Úc trẻ tuổi của năm (Young Australian of the Year).
Được sinh ra ở Việt Nam, Tần đã di cư đến Úc với tư cách người tị nạn cùng gia đình vào năm 1982. Cô bắt đầu học đại học năm 16 tuổi và hoàn thành bằng cử nhân ngành luật và thương mại năm 1998 tại đại học Monash. Với vai trò là chủ tịch của  Vietnamese Community of Footscray Association, cô có nhiều đóng góp trong công tác từ thiện và báo chí trên khắp Melbourne.
Tần đã đồng sáng lập và điều hành SASme. Cô cũng hợp tác với Freehills, một trong những văn phòng luật hàng đầu Australia.
Năm 1998, cô được trao danh hiệu Người Úc trẻ của năm và được bầu là một trong 30 phụ nữ dưới tuổi 30 thành công nhất nước Úc.